# Albert Jarach
Albert-Adolphe-Joseph-Marie Jarach, né le 21 mai 1874 à Aix-en-Provence et mort le 10 février 1962 dans le 14e arrondissement de Paris, est un artiste peintre, dessinateur, éditeur, imprimeur et illustrateur français.

## Parcours
Albert Jarach est le fils de Marie-Jeanne Adèle Gaubert et de Louis-Thomas Jarach (1845-1923), professeur de philosophie entre autres au Lycée Chaptal, et qui fut inspecteur de l'enseignement primaire avant 1914. Louis Jarach est originaire d'Ivrée en Italie, issue d'une communauté juive très ancienne.
Albert devient attaché à la bibliothèque historique de la ville de Paris entre 1902 et 1907, avant de se consacrer entièrement à une carrière de dessinateur, d'illustrateur et d'éditeur d'art.
Il commence à dessiner vers 1898. Ses plus célèbres contributions signées « Jarach » sont parus dans L'Assiette au beurre, Lectures pour tous, La Vie parisienne, L'Illustration.
Il a réalisé des catalogues et annonces publicitaires dès 1910 et travaille pour Paul Ollendorff. Il est mobilisé durant toute la durée de la Première Guerre mondiale, continuant à dessiner entre autres pour La Baïonnette et la Librairie de l'estampe d'art. Après 1918, il habite 40 rue Bézout. En 1925, il reçoit un diplôme d'honneur lors de l'Exposition internationale des Arts décoratifs.
En 1926, il est fait chevalier de la Légion d'honneur, sous le parrainage du dessinateur et humoriste René Préjelan (1877-1968).
Albert est « éditeur d'art ». D'abord créant un atelier avec Paul Chambry (i.e. Paul Jarach) qui prend peu à peu de l'importance : ils produisent des catalogues publicitaires soignés, y associant par exemple Man Ray (1931), puis sous la raison sociale « Imprimerie de A. et P. Jarach » qui, localisée à La Ruche un peu avant 1940, éditent entre autres un certain nombre de livres typographiés et ornementés jusque vers 1955.

## Note et référence
1. ↑  Archives des Bouches-du-Rhône, commune d'Aix-en-Provence, acte de naissance no 243, année 1874 (consulté en ligne le 2 mars 2015)